# کلاینزولک
کلاینزولک (به آلمانی: Kleinsölk) یک منطقهٔ مسکونی در اتریش است که در Expositur Gröbming واقع شده‌است. کلاینزولک ۱۳۲٫۲۹ کیلومتر مربع مساحت دارد ۹۸۹ متر بالاتر از سطح دریا واقع شده‌است.

## خواهرخوانده
شهر ایلزهوفن خواهرخواندهٔ کلاینزولک هست.